# Randers község
Randers község (dánul: Randers Kommune) Dánia 98 községének (kommune, helyi önkormányzattal rendelkező közigazgatási egység) egyike a Jyllandi-félszigeten, Midtjylland régióban, Dánia keleti részén. A község területe 748,21 km², népessége 96 559 fő volt 2014. április elsején. A község vezetője 2014 és 2017 közt a Venstre, azaz a Dán Liberális Párt képviselője, Claus Omann Jensen volt. Jelenleg a Szociáldemokratákhoz tartozó Torben Hansen a polgármester. Legnagyobb városa és egyben székhelye Randers.
A Gudenå folyó, amely Dánia leghosszabb folyója, Nørhald község felől, Randers Fjordtól ered, majd kelet felé folyva keresztülfolyik Randers városán. A folyó mintegy 5 kilométernyire a belvárostól két ágra szakad. Északi ágát Nørreå (Északi folyó) néven nevezik. Ez az ág nyugat felé tart, ahol Aarhus megye és Viborg megye között természetes határvonalat képez, míg végül a Vedsø tóba ömlik. Randers város központi parkja, a Gudenåparken, mintegy 3 km hosszan húzódik a folyó partján.

## Települések
Települések és népességük:
Települések és népességük:
- Randers (64511)
- Assentoft
- Langå
- Spentrup
- Stevnstrup
- Øster Bjerregrav
- Fårup
- Harridslev
- Øster Tørslev
- Havndal
- Gjerlev
- Mejlby
- Asferg
- Mellerup
- Uggelhuse
- Gassum
- Hald
- Råsted
- Værum
- Hørning
- Albæk
- Ålum
- Dalbyover
- Udbyhøj Vasehuse
- Gimming
- Thyregod
- Helstrup
- Tvede
- Linde
- Lem
- Sønderbæk